# James Blundell
James Blundell (ur. 27 grudnia 1790 w Londynie, zm. 15 stycznia 1878) – angielski lekarz, fizjolog, położnik-ginekolog, który przeprowadził pierwszą zakończoną pomyślnie transfuzję krwi pacjentowi z krwotokiem.

## Życiorys
Pierwszym nauczycielem Jamesa był jego wuj, lekarz położnik i fizjolog John Haighton, uczeń chirurga Johna Huntera. Medycynę studiował w Guy's Hospital w Londynie. Specjalizował się w położnictwie, podobnie jak jego wuj, który wynalazł szereg przyrządów używanych do dzisiaj w położnictwie. Dyplom lekarski zdobył w 1813 roku na wydziale lekarskim Uniwersytetu Edynburskiego. Rok później rozpoczął pracę zawodową w Londynie, wykładał położnictwo i fizjologię. W 1818 roku przejął po swoim wuju stanowisko wykładowcy w Guy's Hospital w dziedzinie położnictwa i chorób kobiecych.

## Przetaczanie krwi
Blundell, przeprowadziwszy serię doświadczeń na zwierzętach, spostrzegł, że niezwłoczne po pobraniu przetoczenie krwi pomagało w otrzymaniu pozytywnych wyników przetaczania krwi. Zauważył także konieczność usunięcia ze strzykawki powietrza przed przetoczeniem.
Pierwszy, nieudany zabieg przetoczenia krwi u człowieka wykonał w 1818 roku. W następnych latach Blundell przeprowadził kolejnych nieudanych 6 zabiegów.

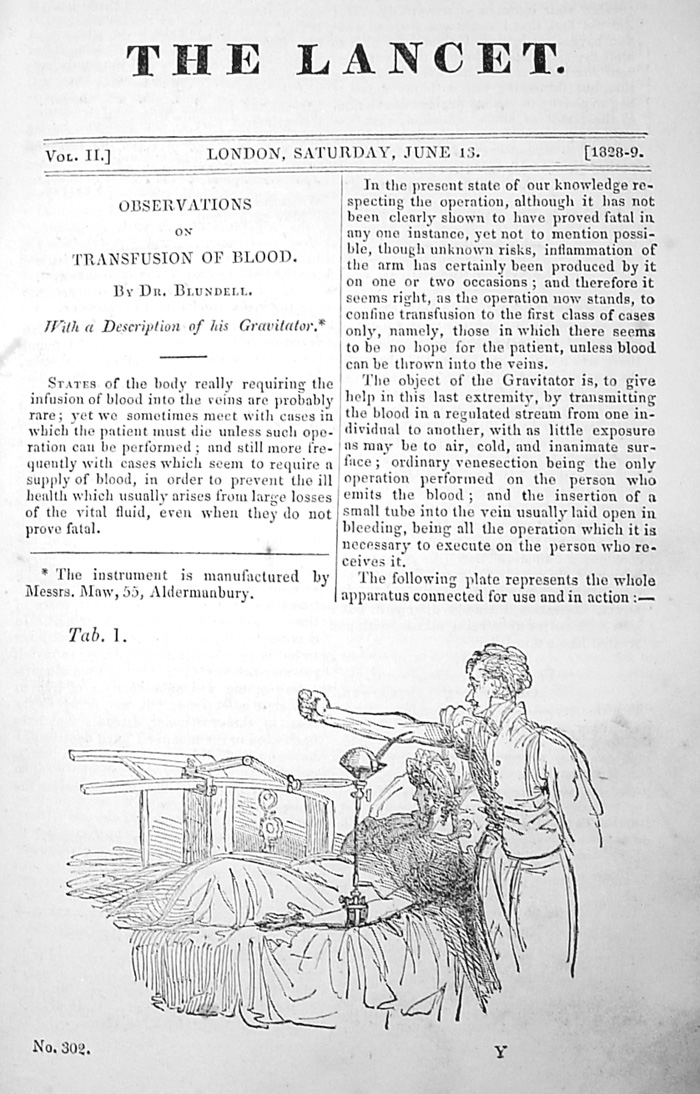
Opublikowany w 1829 roku w czasopiśmie Lancet artykuł Blundella na temat przetaczania krwi.

Pierwszą, zakończoną sukcesem procedurę przetaczania krwi Blundell wykonał w 1829 roku. Pobrał do strzykawki z żyły ramieniowej męża pacjentki około 115 ml krwi i przetoczył ją pacjentce.
W okresie swej pracy zawodowej Blundell skonstruował wiele instrumentów do przetaczania krwi, zasady niektórych w dalszym ciągu są stosowane.

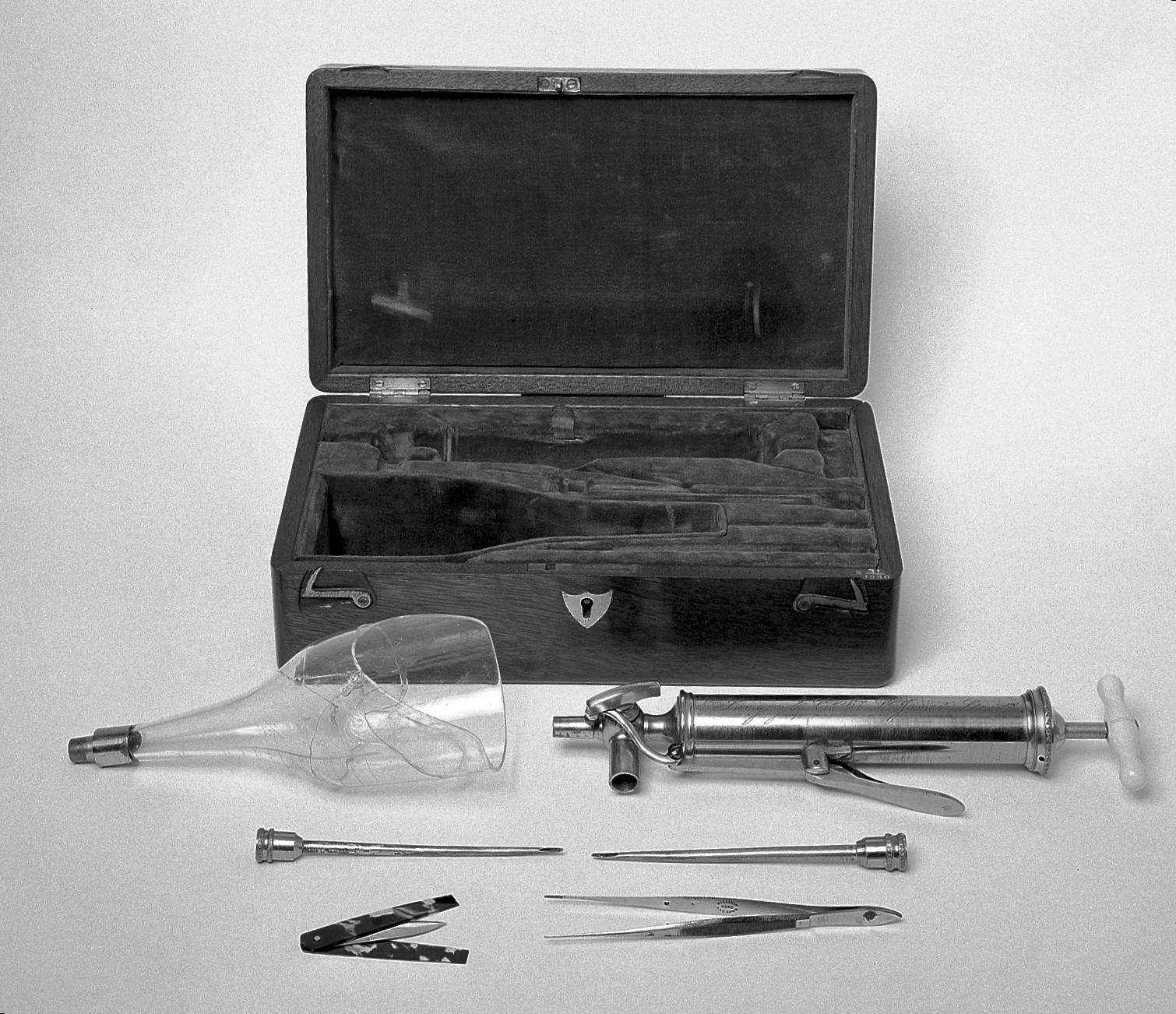
Skonstruowany przez Jamesa Blundella aparat do przetaczania krwi

Jest autorem dzieła Medical and Surgical Practice wydanego w 1824 roku, w którym przedstawił wyniki swoich eksperymentów na zwierzętach, włączając eksperymenty dotyczące przetaczania krwi. Wyniki te przedstawione były w 1823 roku na posiedzeniu Towarzystwa Lekarzy i Chirurgów w Londynie.

## Lata późniejsze
W 1838 roku został członkiem Royal College of Physicians. W tym samym roku opublikował koleją pracę o eksperymentach medycznych.
Nigdy się nie ożenił, mieszkał z wnuczką swojego brata Mary Ann Harriet Noyes.
W 1836 roku, z powodu konfliktu z administracją, odszedł ze szpitala Guy's i poświęcił się prywatnej praktyce położniczej. W późnym okresie swego życia nigdy nie wstawał przed południem, przyjmował pacjentów po południu, jadł kolację i odbywał wizyty domowe między godziną 8 a 9 wieczorem. Zawsze nosił ze sobą książki, które czytał nawet w powozie dzięki specjalnie do tego celu zainstalowanej lampie.
Zmarł 15 stycznia 1879 w Londynie. Pozostawił po sobie majątek wartości 350 tysięcy funtów szterlingów, co odpowiada obecnej wartości przeszło 45 milionów funtów.